# José Gómez Abad
José Gómez Abad (Pechina, 29 januari 1904 - Almería, 13 maart 1993) was een Spaanse schilder. Hij was autodidact en onderscheidde zich in zijn werk door zijn stillevens en het weergeven van landschappen. Abad stond bekend om zijn betrokkenheid bij de Indaliano-beweging en drukte zijn stempel op de Spaanse kunstscene.

## Biografie
José Gómez Abad had al op jonge leeftijd aanleg voor het schilderen. Op elfjarige leeftijd schreef hij zich in aan een kunstacademie in de historische wijk van Almería de Escuela de Artes, waar hij later ook als leraar zou werken. Hoewel hij zijn hele leven autodidact was, legde zijn eerste leertijd de basis voor zijn artistieke carrière.

### Artistieke ontwikkeling
In 1941 reisde hij naar Barcelona met zes schilderijen, die hij tentoonstelde in de Layetana Gallery. De verkoop daarvan stelde hem in staat zich volledig aan het schilderen te wijden. Daarna volgden tentoonstellingen in Almería, variërend van stillevens, bloemen tot landschappen. In de jaren veertig kreeg hij al steun in Barcelona, waardoor hij frequent kon exposeren in zalen als de Sala Augusta en de Layetana Gallery, en talrijke tentoonstellingen kon organiseren in Barcelona, Almería en andere Spaanse steden. Hij won bijvoorbeeld een prijs op de Feria Nacional de Dibujo (Nationale Tekenbeurs) in Granada in 1944.

### Indaliano
In 1946 sloot hij zich op uitnodiging van Jesús de Perceval aan bij de Indaliano-beweging en in 1947 vond het eerste Indaliano-congres plaats in Pechina, zijn geboortestad, waar de Academia Indaliano Artes y Bellas Letras de Almería werd opgericht. Hij nam ook deel aan de eerste Indaliano-tentoonstelling in het Museo de Arte Moderno, gehouden in Madrid in 1947.

### Erkenning en onderscheidingen
In de  jaren vijftig, zestig en zeventig exposeerde hij afwisselend in Barcelona, Almeria en af en toe in Bilbao, Zaragoza, Vitoria en Granada. Zijn exposities in de Harvy Gallery of het Casino in Almeria waren succesvol en hij genoot grote populariteit. In 1990 benoemde de gemeenteraad van Pechina hem tot "hijo predilecto" (favoriete zoon). In 1991 ontving hij de vierde Jesús de Perceval-prijs voor beeldende kunst en architectuur, georganiseerd door het Casa de Almería in Barcelona.
Zijn exposities in de Harvy Gallery of het Casino in Almeria waren succesvol en hij genoot grote populariteit

## Stijl
José Gómez Abad was een autodidactische kunstenaar die zich specialiseerde in stillevens, wat hem de bijnaam "druivenschilder" opleverde. Zijn hele leven lang toonde hij een diepe verbondenheid met de landelijke omgeving en schilderde hij scènes van de boerderijen van Andarax, het landschap van Níjar en de Tabernaswoestijn. Als curiositeit maakte hij twee stierenvechtkostuums en een Virgen de la Mar voor de zakenman José Artés de Arcos. 